# إنديانابوليس 500 سنة 1916
سباق انديانا بوليس -500 ميل 1916 أقيم في إنديانابوليس أوتوستراد في 30 مايو 1916 وفاز في السباق داريو ريستا من فريق بيجو بمتوسط سرعة 84.001 ميل/س (135.187 كم/س).
وكان أول المنطلقين جوني أيتكن بسرعة 96.69 ميل/س (155.61 كم/س).